# 松山機場 (日本)
松山機場（日语：／ Matsuyama kūkō */?），位於日本四國愛媛縣松山市的民用機場。根據日本空港整備法被分成第二種機場。

## 歷史
- 1959年10月：本機場及第一代航廈正式啟用。
- 1961年4月：大阪國際機場定期航線開辦。
- 1961年9月：廣島定期航線開始營運。
- 1965年11月：東京國際機場直航航線開辦。
- 1966年1月：福岡航線開辦。
- 1966年11月13日：全日空533航班之全日空所屬飛機YS-11於本機場降落失敗後墜落至伊予灘，機組員及乘客全數罹難（全日空松山沖墜落事故）。基於本事故，決定延長本機場跑道、擴大儀器著陸系統等飛行保安設施。
- 1968年：第二代航廈正式啟用。
- 1971年5月：名古屋航線開辦。
- 1972年3月：岡山航線、宮崎航線開辦。
- 1972年4月：2,000公尺之跑道開始使用。
- 1978年11月：成立松山機場航廈股份有限公司。
- 1978年12月：鹿兒島航線開辦。
- 1979年4月：最初的國際包機航線開辦（香港航線）。
- 1981年10月：岡山航線停辦。
- 1986年11月：沖繩航線開辦。
- 1991年10月：新千歲機場航線開辦。
- 1991年12月：第三代航廈正式啟用。
- 1992年1月：由愛媛縣、松山市、經濟團體、關係企業等設立「松山機場促進利用協議會」。
- 1992年9月：貨運航廈正式啟用。
- 1994年9月：關西國際機場航線開辦。
- 1994年12月：國際線航廈正式啟用。
- 1995年4月：首爾金浦航線開辦。
- 1996年9月：仙台航線開辦。
- 1997年12月：小松航線開辦。
- 1998年6月：松本航線開辦。
- 1998年12月：仙台航線停辦。
- 1999年3月：廣島航線停辦。
- 1996年6月：小松航線停辦。
- 2001年7月：松本航線停辦。
- 2004年7月：上海浦東航線開辦。
- 2004年10月：熊本航線開辦。
- 2005年2月：宮崎航線停辦，中部國際機場航線開辦。
- 2007年10月：新千歲機場航線停辦。
- 2008年8月：熊本航線停辦。
- 2009年10月：關西國際機場航線停辦。
- 2010年10月：沖繩航線停辦。
- 2011年2月：名古屋航線停辦。
- 2011年3月~2011年10月：新千歲機場航線復辦。
- 2011年10月：新千歲機場航線再度停辦，沖繩航線復辦。
- 2013年6月11日：捷星日本航空成田航線開航，是中國、四國地區國內線最初的低成本航空。[1]
- 2013年10月：在經過多次的協商後，臺北松山機場與日本松山機場包機直航，由中華航空執航[2][3]。
- 2014年2月1日：樂桃航空關西國際機場航線開航，為本機場第二家低成本航空公司[4]。
- 2016年9月27日：韓亞航空首爾航線停辦[5]。
- 2017年11月2日：濟州航空首爾航線開辦[6]。
- 2019年7月18日： 桃園機場與日本松山機場開辦，由長榮航空執航[7]。

## 航點

### 國內線
| 航空公司                    | 目的地                       |
| --------------------------- | ---------------------------- |
| 日本航空                    | 東京-羽田                    |
| 日本航空 由J-Air營運        | 大阪-伊丹、福岡              |
| 日本空中通勤                | 鹿兒島                       |
| 全日本空輸                  | 大阪-伊丹、沖繩、東京-羽田   |
| 全日本空輸 由全日空之翼營運 | 大阪-伊丹、沖繩、名古屋-中部 |
| 捷星日本航空                | 東京-成田                    |
| 伊別克斯航空                | 名古屋-中部、札幌-新千歲     |

### 國際線
| 航空公司     | 目的地    |
| ------------ | --------- |
| 济州航空     | 首爾-仁川 |
| 長榮航空     | 臺北-桃園 |
| 中國東方航空 | 上海-浦東 |

### 利用狀況

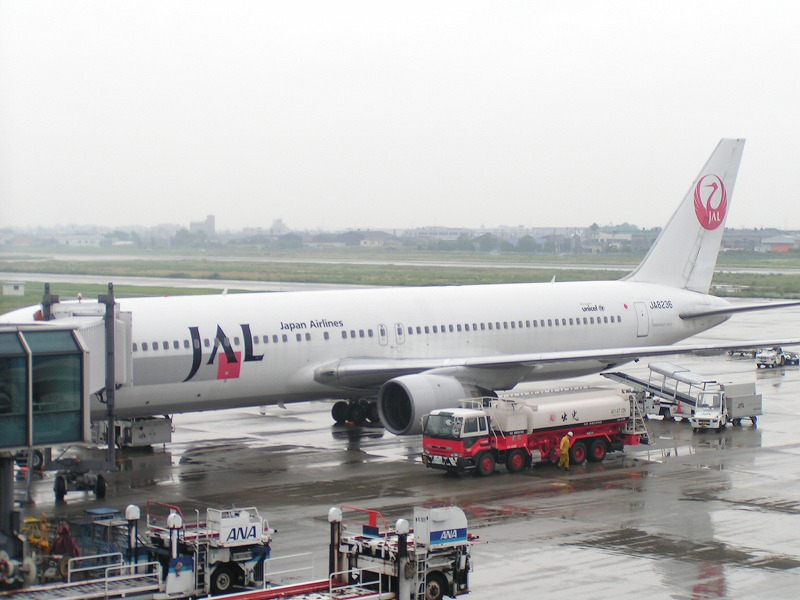
日本航空一架波音767停靠在松山機場

| 目的地       | 旅客数    | 国内線順位 |
| ------------ | --------- | ---------- |
| 東京國際機場 | 約122万人 | 第14位     |
| 大阪國際機場 | 約45万人  | 第50位     |

## 外部連結
- 松山機場 （页面存档备份，存于）（日語）（英文）（简体中文）（繁體中文）